# Махно (бронеавтомобіль)
«Махно»  — український розвідувальний бронеавтомобіль.
Був розроблений Державним науково-випробувальним центром ЗСУ, який перебазувався із окупованого Криму до Чернігова .
Перший демонстраційний зразок бронемашини «Махно» був представлений у січні 2015 року.
Базою для бронеавтомобіля стала радянська вантажівка ГАЗ-66.

## Озброєння
На даху встановлений автоматичний бойовий модуль «Кіборг», базове озброєння якого складається з:
- 12,7-мм кулемет;
- 40-мм автоматичний гранатомет УАГ-40.

Планується також додати вогнемет.
- «Кіборг» оснащений озброєнням підвищеної потужності, блоком дистанційного керування вогнем та оптичною системою виявлення цілі, зокрема за допомогою тепловізора в повній темряві чи за поганих погодних умовах.
- Твердоелементна гіроскопічна система стабілізації модуля захоплює й утримує ціль, навіть коли автомобіль рухається зі швидкістю до 20 кілометрів на годину.
- Прицільний вогонь ведеться на відстані до 2 000 метрів.
- Виявлення цілі, наведення зброї та відкриття вогню здійснюється за допомогою джойстика через монітор.[3].

## Військові оператори
- Україна — невідома кількість машин "Махно".